# Административное деление СССР на 1 января 1930 года

## СССР. 1 января 1930 года
СССР делился на республики
- общее число советских республик — 7
- общее число советских республик ЗСФСР — 3
- общее число автономных республик — 15
- общее число краёв — 8
- общее число областей — 6
- общее число округов — 228
- общее число автономных округов — 10
- общее число уездов — 26
- общее число районов — 3 012

Уезды делились на волости
- общее число волостей — 245
- общее число городов — 705, пгт — 497
- общее число сельсоветов — 76 142
- столица СССР — город Москва
- образованы:

1. Таджикская ССР (16 октября 1929 года) из Таджикской АССР, до 5 декабря 1929 года — в составе Узбекской ССР

- список республик:

1. РСФСР (г. Москва)
  1.     1. Башкирская АССР (г. Уфа)
    2. Бурят-Монгольская АССР (г. Верхнеудинск)
    3. Дагестанская АССР (г. Петровск-Порт)
    4. Казакская АССР (г. Алма-Ата)
    5. Карельская АССР (г. Петрозаводск)
    6. Киргизская АССР (г. Фрунзе)
    7. Крымская АССР (г. Симферополь)
    8. АССР Немцев Поволжья (г. Поволжск)
    9. Татарская АССР (г. Казань)
    10. Чувашская АССР (г. Чебоксары)
    11. Якутская АССР (г. Якутск)
2. Украинская ССР (г. Харьков)
  1.     1. Молдавская АССР (г. Тирасполь, до 1930 года — г. Балта)
3. Белорусская ССР (г. Минск)
4. ЗСФСР (г. Тифлис)
  1. Азербайджанская ССР (г. Баку)
    1. Нахичеванская АССР (г. Нахичевань)

  2. Армянская ССР (г. Эривань)
  3. Грузинская ССР (г. Тифлис)
    1. Абхазская АССР (г. Сухум)
    2. Аджарская АССР (г. Батум)
5. Таджикская ССР (г. Сталинабад)
6. Туркменская ССР (г. Ашхабад)
7. Узбекская ССР (г. Самарканд)